# 清瀧權現

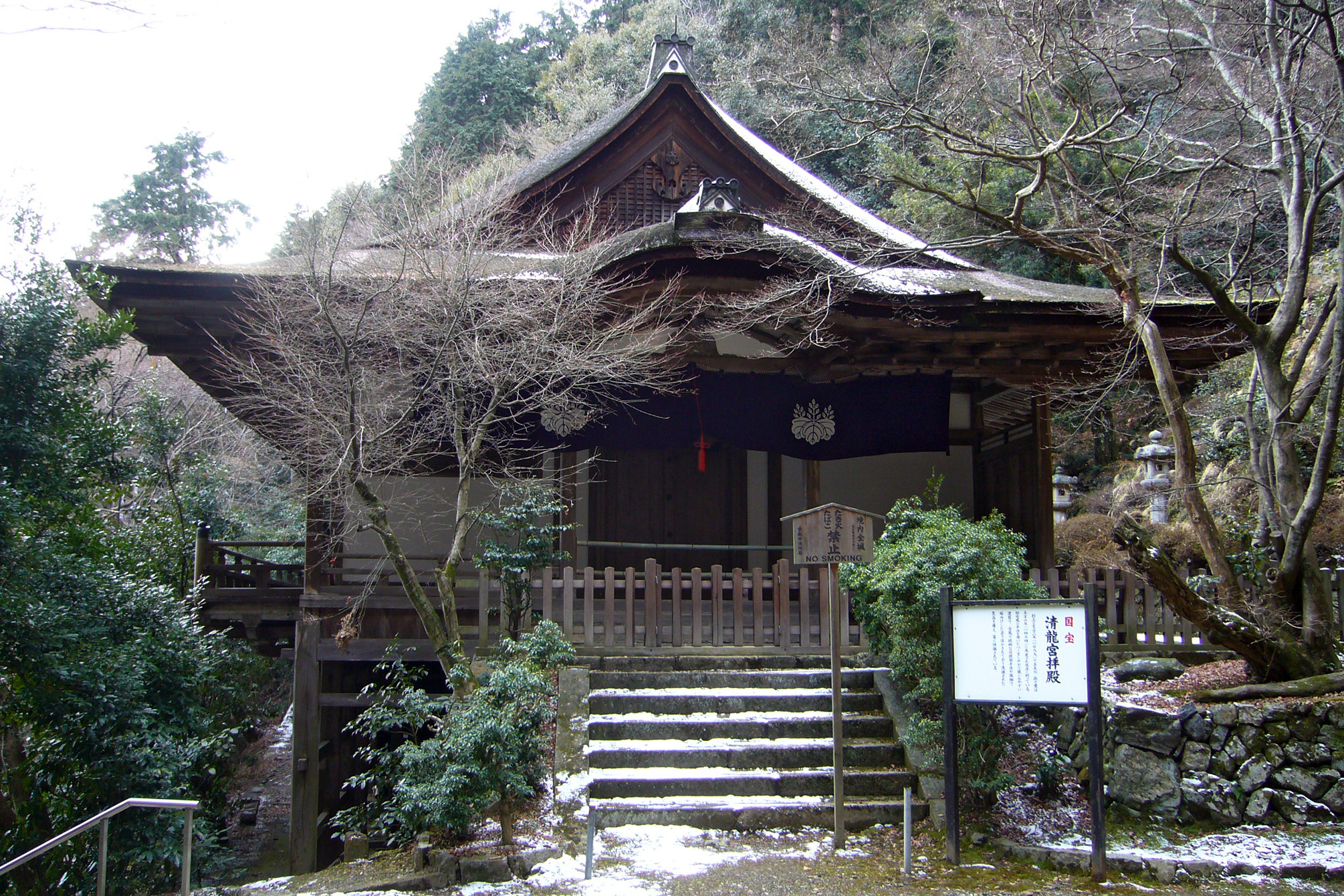
祭祀清瀧權現的清龍宮拜殿（醍醐寺・京都市伏見區）

清瀧權現（せいりゅうごんげん、せいりょうごんげん）是佛教的守護神，八大龍王之一的沙揭羅龍王之第三王女善女龍王。由空海（弘法大師）勸請至京都洛西的高雄山麓。也稱作清瀧大權現。本地佛是准胝觀音和如意輪觀音。

## 沿革
清瀧權現由空海（弘法大師）勸請至京都洛西的高雄山麓，空海在神泉苑祈雨修法之際曾出現。

## 主要社寺
清瀧權現作為密教的鎮守神祭祀在神護寺、醍醐寺等寺院、神社，但是，明治的神佛分離令以降，部份神社的祭神變更為「大綿津見神」（浦安的清瀧神社等）。
- 青龍宮 - 曾經是高雄山神護寺之鎮守。
- 醍醐寺清瀧宮
- 川崎大師清瀧權現堂
- 成田山新勝寺清瀧權現堂
- 高尾山藥王院青龍堂
- 高野山金剛峯寺清瀧大權現社

## 關連項目
- 清瀧神社